# Lizardcube
Lizardcube est une entreprise française de développement de jeux vidéo fondée le 24 novembre 2015 par Omar Cornut et Benjamin Fiquet. Elle est principalement connue pour avoir développé des jeux issus des franchises Wonder Boy et Streets of Rage de Sega.

## Liste de jeux
- 2017 - Wonder Boy: The Dragon's Trap
- 2018 - Marvel's Spider-Man (programmation additionnelle[2])
- 2020 - Streets of Rage 4
- 2025 - Shinobi: Art of Vengeance